# Gàlata moribund

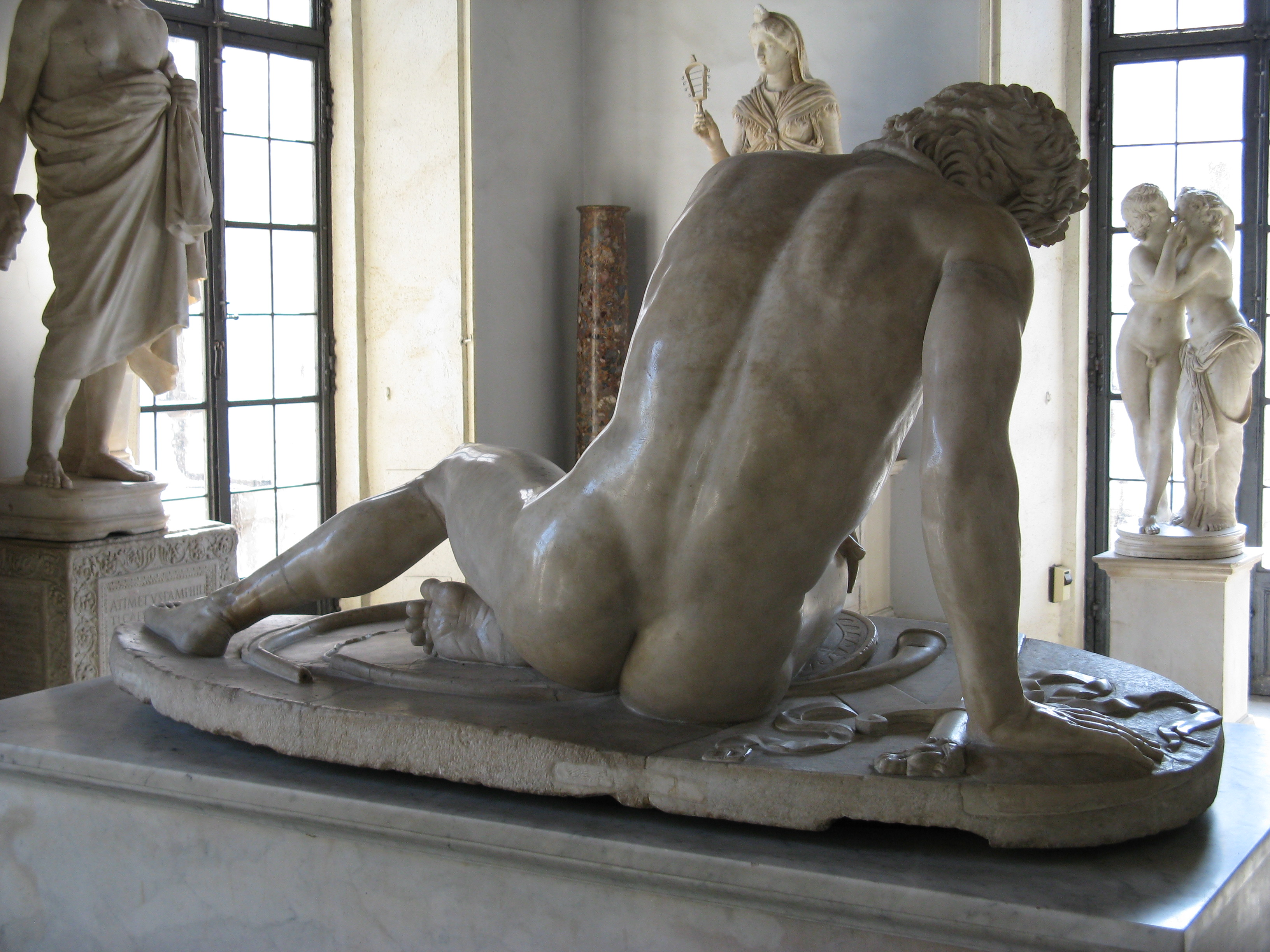
Vista posterior

El Gàlata moribund (en italià: Galata morente), també nomenat Gal moribund, és una antiga còpia romana en marbre d'una estàtua grega ja desapareguda, probablement feta en bronze, que va ser encarregada entre el 230 i 220 aC. per Àtal I de Pèrgam per commemorar la victòria sobre els gàlates. La base sobre la qual es recolza actualment va ser afegida després del seu redescobriment. La identitat de l'escultor es desconeix, però alguns suggereixen que Epígon, l'escultor de la cort de la dinastia atálida, va poder haver-ne estat l'autor.

## Descripció
L'estàtua mostra a un gàlata moribund amb gran realisme, especialment al rostre, és possible que l'obra estigués pintada. Representa un guerrer amb cabellera i bigoti a l'estil gal. La figura està tota nua excepte per un torc al coll. Apareix representat lluitant contra la mort, negant-se a acceptar el seu destí. L'estàtua serveix com a recordatori de la derrota cèltica, mostrant així la superioritat de la gent que els va vèncer, i com memorial a la valentia de tan dignes adversaris. Si no tenim en compte el fet de la representació nua d'herois a l'art hel·lenístic, podria ser una evidència que corrobori els relats sobre l'estil de lluita dels gals. Els historiadors compten que els gesates lluitaven nus a les batalles de la vall del Po a Itàlia, durant les guerres cisalpines. Juli Cèsar compta en el seu relat de les guerres en la Gal·lia que els gals anaven nus al combat, exceptuant les seves armes i Diodor Sícul relata d'altres esdeveniments similars: 
| « | Alguns utilitzen vestits metàl·liques, mentre que d'altres van tots nus al combat, confiant únicament en la protecció que brinda la natura. | » |

En qualsevol cas, la representació d'aquest gàlata nu va poder ser més una concessió de l'estatus d'heroi, així com es feia amb els herois grecs, que una representació objectiva de la seva nuesa en combat.

## Història
El Gàlata moribund es va convertir en una de les obres més admirades per entre les que han sobreviscut des de l'antiguitat i va ser incansablement copiada i tallada per artistes i escultors.

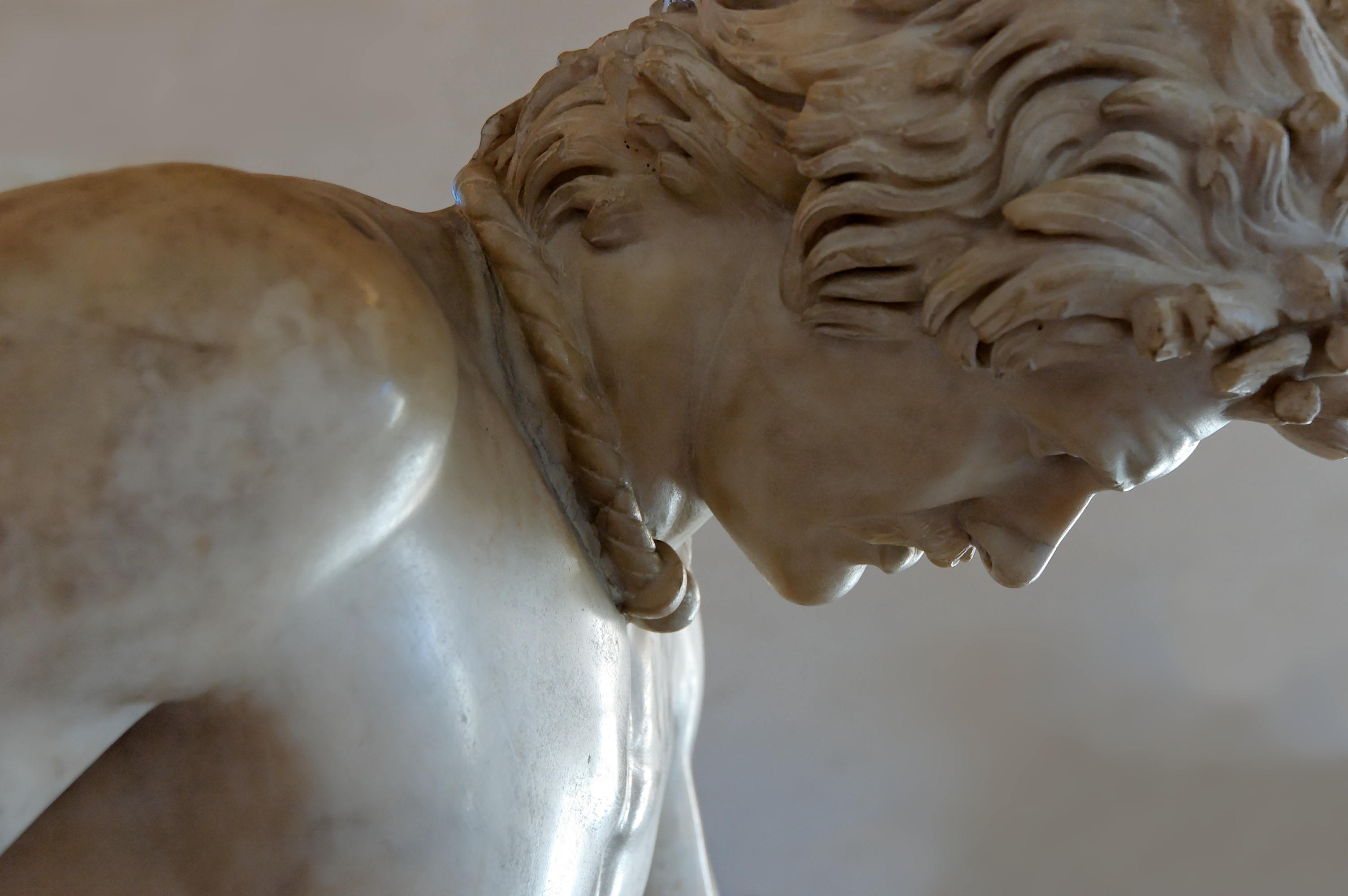
Gàlata moribund, detall del torc al coll.

Es creu que va ser redescoberta a començaments del segle xvii durant unes excavacions a Vil·la Ludovisi, al costat de l'anomenat Gàlata Ludovisi o Gàlata suïcidant-se, i va ser inclosa en la col·lecció de la poderosa família romana dels Ludovisi. Mostra senyals d'haver estat reparada, el cap sembla haver-se'n trencat a l'altura del coll, encara que no se sap amb certesa si va ser reparada en temps romans o després del seu redescobriment al segle xvii.
La qualitat artística i l'expressiu pathos de l'estàtua van despertar gran admiració entre les classes educades dels segles xvii i XVIII, i era una visita obligada del Grand Tour europeu que emprenien alguns joves de l'època. Lord Byron va ser un d'aquells visitants, commemorant al Gàlata moribund en el seu poema Childe Harold's Pilgrimage (cant IV, stanzas 140-141). L'escultura va ser copiada extensament, i molts reis, estudiosos i gent poderosa encarregaven les seves reproduccions del Gàlata moribund -per exemple hi ha una còpia en marbre negre al vestíbul de Robert Adam en la Casa Syon (Londres)-. Els menys rics podien adquirir còpies de l'estàtua en miniatura per usar com ara adorns o petjapapers. Molts estudiants d'art utilitzaven també models de guix a mida real per exemple a la Royal Academy of Arts de Londres, que tenia un d'aquests, avui dia ubicat a la Courtauld Gallery).
Va ser requisat per Napoleó Bonaparte pel Tractat de Campoformio (1797) durant la invasió d'Itàlia i portat com a trofeu a París, on va quedar exposat. Va ser tornat a Roma el 1815 i actualment està exposat als Museus Capitolins.